# Stalker : Pique-nique au bord du chemin
Pour les articles homonymes, voir Stalker.
Stalker : Pique-nique au bord du chemin (en russe : Пикник на обочине,  Piknik na obotchine) est un roman de science-fiction, paru en 1972 et écrit par les frères Soviétiques Arcadi et Boris Strougatski.

## Résumé
L'Homme découvre l'existence d'une forme de vie extraterrestre, et sa venue sur Terre. Pourtant, il ne s'agit que d'une brève visite : à défaut d'une rencontre directe avec l'homme, les visiteurs semblent ne laisser qu'une marque de leur passage, sous la forme de six vastes zones qui sont le lieu de phénomènes étranges et inexplicables. Ces zones sont un mystère complet, puisqu'il est impossible de savoir si elles sont un moyen de communication avec les extraterrestres, une manière de piéger l'homme, ou une marque de passage non intentionnelle.
Ces zones se trouvent ainsi placées sous la protection de l'armée et sont soumises à des recherches scientifiques : les savants cherchent à comprendre et exploiter les objets laissés par les extraterrestres, tandis que l'armée tente d'empêcher le pillage des artefacts et leur diffusion dans le reste du monde.
Les pilleurs d'objets sont nommés stalkers, personnes qui vivent pour explorer la zone et y revendre les objets qu'ils y trouvent. Cette tâche est par ailleurs délicate, la zone étant truffée de pièges mortels.
À Harmont, une des zones qui témoignent de la visite, Redrick Shouhart vit en tant que stalker. Sa fille, née sous l'influence de la zone, n'est pas une enfant normale, tout comme les autres enfants nés peu après le mystérieux événement.
Redrick, dit le Rouquin, arpente la zone sous le nez des militaires. Il sera peu à peu confronté à une étrange légende : une boule dorée permettrait de réaliser ce que l'on désire le plus. Cette boule, mythique ou réelle, ne sera pas sans déchaîner la curiosité de tous ceux qui arpentent et étudient la zone. Malheureusement, si nul n'est certain de l'existence de cette boule, personne n'ignore les dangers qui attendent les explorateurs trop curieux...

## Adaptation
Il a été adapté au cinéma par Andreï Tarkovski en 1979, sous le titre Stalker. La réalisation en est très sobre, sans effets spéciaux (ce qui relève de la science-fiction dite « minimaliste »). Le film aborde le thème de la croyance.
Il fait aussi l'objet d'une adaptation en jeu vidéo sur PC, sous le nom S.T.A.L.K.E.R.: Shadow of Chernobyl, où toute la zone du livre est ici collée à la centrale de Tchernobyl, qui a été fidèlement modélisée et dans laquelle le joueur peut se déplacer librement pour effectuer ses missions. Il est sorti en France le 23 mars 2007.
Le jeu vidéo comme le film sont très différents du livre :
- Tout d'abord, à l'inverse du livre, le film et le jeu vidéo ne placent pas une civilisation extraterrestre comme origine de la zone. Si le film laisse ouverte la cause de cette dernière, le jeu l'attribue plus ou moins clairement à une série d'expérimentations menées dans le périmètre interdit autour de la centrale ayant subi la catastrophe de 1986.
- Le livre et le jeu mettent en avant la présence d'objets ou artefacts présents dans la zone, ainsi que le marché noir généré par les stalkers qui les trouvent. Le film, à l'inverse, favorise l'idée d'un stalker comme "passeur", personnage qui conduit des individus au cœur de la zone, ne traitant pas le commerce des artefacts.
- Le livre et le jeu exposent clairement les dangers de la zone et la manière dont sont touchées ses victimes, tandis que le film laisse une interprétation plus libre : on peut même en venir à douter de l'existence de pièges, et se demander s'ils ne sont pas à imputer à l'imagination du stalker.
- Le jeu privilégie une organisation à l'intérieur même de la zone, de manière plus poussée que dans le livre, et bien davantage que dans le film, ce dernier présentant la zone comme un lieu naturel exempt de présence humaine. Le jeu, quant à lui, instaure des factions, des groupes combattants et une véritable organisation des stalkers. L'armée et les scientifiques ont un rôle important dans le jeu et le livre, là où le film minimise la présence des autorités (même si elles sont présentes à l'entrée de la zone), et ne traite pas de l'exploitation scientifique des phénomènes et artefacts.
- Les scénarios du livre, du film comme du jeu ont pour finalité l'exauceur de vœux. Pourtant, si cet objet a chaque fois la même utilité dans le récit, il ne sert pas de même manière la réflexion mise en avant par les auteurs.
- Un pilote a été tourné en 2016 pour une télésérie en anglais Roadside Picnic[1]. Il n'y a pas encore de distributeur.

## Postérité
Le roman est cité dans le livre La Bibliothèque idéale de la SF, Albin Michel, (1988).

## Éditions en français
- Arkadi Strougatski et Boris Strougatski (trad. du russe par Svetlana Delmotte), Stalker : Pique-nique au bord du chemin [« Piknik na obotchine »], Paris, Denoël, coll. « Présence du futur » (no 314), 1981, 214 p., 18 cm (ISBN 978-2-207-50314-0 et 2-207-50314-3, BNF 34682537)
- Arkadi Strougatski et Boris Strougatski (trad. du russe par Svetlana Delmotte et Viktorya Lajoye, préf. Ursula K. Le Guin, postface Boris Strougatski), Stalker : Pique-nique au bord du chemin, Paris, Gallimard, coll. « Folio SF » (no 462), 2013, 304 p. (ISBN 978-2-07-045167-8)